# Rossmoor (New Jersey)
Rossmoor ist ein Census-designated place innerhalb des Monroe Townships im Middlesex County, New Jersey. Bei der Volkszählung von 2000 wurde eine Bevölkerungszahl von 3129 registriert.

## Geographie
Die geographischen Koordinaten der Stadt sind 40°19'57" nördliche Breite und 74°28'25" westliche Länge.
Nach den Angaben des United States Census Bureaus hat die Stadt eine Gesamtfläche von 2,3 km2, wobei keine Wasserflächen miteinberechnet sind.

## Demographie
Nach der Volkszählung von 2000 gibt es 3.129 Menschen, 2.131 Haushalte und 790 Familien in der Stadt. Die Bevölkerungsdichte beträgt 1.342,3 Einwohner pro km2. 97,95 % der Bevölkerung sind Weiße, 0,96 % Afroamerikaner, 0,10 % amerikanische Ureinwohner, 0,51 % Asiaten, 0,00 % pazifische Insulaner, 0,06 % anderer Herkunft und 0,42 % Mischlinge. 0,51 % sind Latinos unterschiedlicher Abstammung.
Von den 2.131 Haushalten haben 0,0 % Kinder unter 18 Jahre. 33,8 % davon sind verheiratete, zusammenlebende Paare, 2,6 % sind alleinerziehende Mütter, 62,9 % sind keine Familien, 61,1 % bestehen aus Singlehaushalten und in 56,4 % Menschen sind älter als 65. Die Durchschnittshaushaltsgröße beträgt 1,40, die Durchschnittsfamiliengröße 2,03.
0,1 % der Bevölkerung sind unter 18 Jahre alt, 0,1 % zwischen 18 und 24, 0,6 % zwischen 25 und 44, 9,8 % zwischen 45 und 64, 89,5 % älter als 65. Das Durchschnittsalter beträgt 77 Jahre. Das Verhältnis Frauen zu Männer beträgt 100:50,1, für Menschen älter als 18 Jahre beträgt das Verhältnis 100:50,1.
Das jährliche Durchschnittseinkommen der Haushalte beträgt 33.104 USD, das Durchschnittseinkommen der Familien 41.847 USD. Männer haben ein Durchschnittseinkommen von 65.385 USD, Frauen 38.750 USD. Der Prokopfeinkommen der Stadt beträgt 31.178 USD. 4,3 % der Bevölkerung und 1,1 % der Familien leben unterhalb der Armutsgrenze, davon sind 0,0 % Kinder oder Jugendliche jünger als 18 Jahre und 3,1 % der Menschen sind älter als 65.